# Google Nexus
Google Nexus — серия мобильных смартфонов, планшетов и медиаустройств с операционной системой Android, выпускавшихся Google в сотрудничестве с несколькими OEM-производителями аппаратного обеспечения.
Производство смартфонов Google Nexus остановлено в связи с выходом Google Pixel 4 октября 2016 года. 
Устройства, входящие в серию Nexus, не содержат модификации операторов сотовой связи и используют неизменённые приложения и оболочки Android. Также в них возможна разблокировка загрузчика. Устройства Nexus первыми получают обновления ОС. 
Смартфон Galaxy Nexus — один из немногих рекомендуемых для разработки AOSP смартфонов. По состоянию на май 2016 года новейшими устройствами в серии являются смартфоны Nexus 5X и Nexus 6P, представленные одновременно в сентябре 2015 года и созданные Google в сотрудничестве с LG Electronics и Huawei, соответственно.

## Смартфоны
- Nexus One — смартфон (HTC, 5 января 2010)
- Nexus S — смартфон (Samsung Electronics, 3 января 2011)
- Galaxy Nexus — смартфон (Samsung Electronics, 11 апреля 2012)
- Nexus 4 — смартфон (LG Electronics, 3 марта 2013)
- Nexus 5 — смартфон (LG Electronics, 31 октября 2013)
- Nexus 6 — смартфон (Motorola, 31 октября 2014)[8]
- Nexus 5X — смартфон (LG Electronics, 29 сентября 2015)
- Nexus 6P — смартфон (Huawei, 31 октября 2015)

## Планшеты
- Nexus 7 — планшет (Asus, 1 октября 2012)
- Nexus 10 — планшет (Samsung Electronics, 5 марта 2013)
- Nexus 7 (2013) — планшет (Asus, июль 2013)
- Nexus 9 — планшет (HTC, октябрь 2014)[8]

## Медиаустройства
- Nexus Q — потоковое медиаустройство на базе Android, интегрированное с Google Play, используется совместно с телевизорами, имеет форму, близкую к сферической. Ожидалось поступление в продажу в США по цене 299 $ в июне-октябре 2012 года. В январе 2013 года проект был закрыт.[9]
- Nexus Player — потоковый медиапроигрыватель, созданный Google и ASUS[8][10]. Первое устройство, использующее Android TV, анонсировано 15 октября 2014 года. Использует 4-ядерный Intel Atom процессор на 1,8 ГГц, графический ускоритель Imagination PowerVR серии 6, сеть WiFi 802.11ac 2x2 (MIMO), имеет HDMI-выход и Micro USB 2.0 типа B[11], поддерживает платформу Google Cast. При подключении отдельно приобретаемого геймпада устройство превращается в полноценную игровую консоль.